# Raguinita
La raguinita és un mineral de la classe dels sulfurs. Rep el nom en honor d'Eugene Raguin (13 de juny de 1900 - 10 de novembre de 2001), catedràtic de Geologia minera de l'Escola Nacional de Mines de París (França).

## Característiques
La raguinita és un sulfur de fórmula química TlFeS₂. Cristal·litza en el sistema ortoròmbic.
Segons la classificació de Nickel-Strunz, la raguinita pertany a «02.CB - Sulfurs metàl·lics, M:S = 1:1 (i similars), amb Zn, Fe, Cu, Ag, etc.» juntament amb els següents minerals: coloradoïta, hawleyita, metacinabri, polhemusita, sakuraiïta, esfalerita, stil·leïta, tiemannita, rudashevskyita, calcopirita, eskebornita, gal·lita, haycockita, lenaïta, mooihoekita, putoranita, roquesita, talnakhita, laforêtita, černýita, ferrokesterita, hocartita, idaïta, kesterita, kuramita, mohita, pirquitasita, estannita, estannoidita, velikita, chatkalita, mawsonita, colusita, germanita, germanocolusita, nekrasovita, estibiocolusita, ovamboïta, maikainita, hemusita, kiddcreekita, polkovicita, renierita, vinciennita, morozeviczita, catamarcaïta, lautita, cadmoselita, greenockita, wurtzita, rambergita, buseckita, cubanita, isocubanita, picotpaulita, argentopirita, sternbergita, sulvanita, vulcanita, empressita i muthmannita.
L'exemplar que va servir per a determinar l'espècie, el que es coneix com a material tipus, es troba conservat a l'École nationale supérieure des mines de París.

## Formació i jaciments
Va ser descoberta al dipòsit d'Àlxar, a Rožden, dins el municipi de Kavadarci (Macedònia del Nord). També ha estat descrita a Lengenbach (Valais, Suïssa), al tall Lulu (Utah, Estats Units) i al dipòsit de tal·li i or de Lanmuchang (Guizhou, República Popular de la Xina). Aquests quatre indrets són els únics de tot el planeta on ha estat descrita aquesta espècie mineral.